# Kada Zagharta
Kada Zagharta (arab. قضاء زغرتا) – jednostka administracyjna w Libanie, należąca do Dystryktu Północnego. Jest położona na północ od Bejrutu. Kada Zagharta zamieszkiwana jest głównie przez maronitów, w dalszej kolejności przez sunnitów i pozostałych chrześcijan. W życiu społecznym i politycznym regionu dużą rolę odgrywa wciąż pięć maronickich rodów: Bulos (Makari), Farandżijja, Douaihy, Karam i Moawad.

## Wybory parlamentarne
Okręg wyborczy, obejmujący Kada Zagharta, reprezentowany jest w libańskim Zgromadzeniu Narodowym przez 3 deputowanych maronickich.